# Библиотека Уханьского университета
Библиотека Уханьского университета (кит. 武汉大学图书馆) — это библиотечная система Уханьского университета, обслуживающая студентов и преподавателей университета. Она имеет 4 отделения: Библиотека искусств и наук, Инженерная библиотека, Библиотека информационных технологий и Медицинская библиотека. Коллекция библиотеки содержит около 228 000 книг и периодических изданий, 5 778 газет, 6 767 000 печатных томов, 6 590 000 электронных книг и электронных журналов, 442 базы данных и 200 000 томов древних книг в переплёте по состоянию на 2011 году.

## История
Предшественницей библиотеки Уханьского университета была школа Цзыцян, основанная Чжан Чжидуном.
В 1913 году был основан Национальный Учанский высший педагогический колледж с небольшой библиотекой. Библиотека впервые появляется в официальных документах в 1917 году. В 1927 году библиотека сменила название на Библиотеку Национального Уханьского университета. Сначала в ней был только один каталогизатор, около 3000 книг на иностранных языках и небольшое количество китайских книг. В 1936 году коллекция выросла до 140 000 книг. С 1928 по 1936 год Ян Минчжи, Пи Цзунши и Ян Дуаньлю последовательно исполняли обязанности директора библиотеки Старое здание библиотеки на вершине горы Шизи было построено в 1935 году.
Во время Второй китайско-японской войны библиотека переехала в Лэшань, провинция Сычуань. Во время бомбардировки Лэшаня 19 августа 1939 года и разграбления книг японцами 4 марта 1940 года многие тома были потеряны, а фонды библиотеки упали до менее чем 100 000 томов. Затем библиотека стала книгохранилищем, откуда брать издания на дом не позволялось. Когда после войны библиотека вернулась на холм Луоцзя, её коллекция выросла до 154 455 томов.
После войны библиотека, получившая крупную сумму пожертвований от Соединённого Королевства и США, увеличила объём ресурсов на иностранных языках. В 1947 году некоторые левые студенты сформировали новую библиотеку под названием Библиотека 1 июня (кит. 六一图书馆), коллекции которой были объединены в Библиотеку университета после 1949 года В 2000 году библиотека Уханьского университета и окружающие её здания были включены в Пятый крупный историко-культурный объект, охраняемый на национальном уровне.
Библиотека Уханьского университета ценит свои коллекции книг по геоматике как основное направление развития и сохраняет самые интегрированные глобальные периодические издания по геоматике, материалы зарубежных встреч, многочисленные рельефные карты в масштабе и фотографии изображений с дистанционного зондирования. Библиотека особенно известна своей коллекцией зарубежных периодических изданий, в которой представлено более 2700 глобальных периодических заголовков, охватывающих самые ранние тома немецкого технического журнала Zeitschrift für Vermessungswesen, начиная с первоначального тома 1873 года и до наших дней.